# Асфіксіофілія (секс)
Еротична асфіксія (інколи, асфіксіофілія, гіпоксифілія, гра з контролем дихання) — це навмисне обмеження надходження кисню до мозку з метою сексуального збудження. Термін аутоеротична асфіксія (аутоасфіксіофілія) використовується, коли акт робить людина сама з собою. У розмовній мові особу, яка займається діяльністю, іноді називають гаспером. Еротична асфіксія може призвести до випадкової смерті внаслідок асфіксії.
Еротична цікавість до асфіксії класифікується як парафілія в Діагностично-статистичному посібнику Американської психіатричної асоціації.

## Фізіологія
Стосовно галюциногенних станів, викликаних хронічною гіпоксією, доктор Е. Л. Ллойд зазначає, що вони можуть бути схожі на галюцинації, які відчувають альпіністи на висоті. Далі він зазначає, що такого стану не виникає при гіпоксії, викликаній раптовою декомпресією літака на висоті. Ці знахідки натякають на те, що вони з'являються не лише через брак кисню. Дослідивши вивчення гіпоксії, він виявив, що «порушення в церебральній нейрохімії за участю одного або кількох взаємопов'язаних нейромедіаторів (дофаміну, серотоніну та бета-ендорфіну), були зареєстровані в усіх станах, пов'язаних з галюцинаціями».

## Історія
Історично практика аутоеротичної асфіксії була задокументована з початку XVII століття. Вперше його використовували для лікування еректильної дисфункції. Ідея цього, швидше за все, прийшла від суб'єктів, які були страчені через повішення. Спостерігачі за публічними повішеннями відзначили, що у жертв чоловічої статі розвивалася ерекція, яка іноді зберігалася після смерті (ерекція перед смертю), та іноді еякулювали під час повішення.

## Практика
Щоб досягти необхідного рівня виснаження кисню, використовуються різні методи, такі як підвішення, придушення поліетиленовим пакетом на голові, самовдушення, наприклад за допомогою лігатури, газу або летючих розчинників, стиснення грудної клітки або деяка комбінація цих методів. Для отримання бажаних ефектів іноді використовуються складні пристрої (такі як гідравліка). Ця практика є небезпечною, навіть якщо вона виконується обережно, призвела до значної кількості випадкових смертей. Uva (1995) пише: «Оцінки рівня смертності від аутоеротичної асфіксії коливаються від 250 до 1000 смертей на рік у Сполучених Штатах». Випадки також були зареєстровані в Скандинавії та Німеччині. У 1994 році шведська поліція повідомила, що кількість смертельних випадків аутоеротичної асфіксії в районі Стокгольма (приблизно 1,7 мільйона жителів) становила щонайменше п'ять разів на рік, але кількість незареєстрованих випадків вважається значно більшою. Аутоеротична асфіксія часто може бути прийнята за самогубство, яке є основною причиною смерті підлітків.

## Смерть від нещасного випадку (з аутоеротичною асфіксією)
Смерть часто настає, коли втрата свідомості, викликана частковою асфіксією, призводить до втрати контролю над засобом придушення, що призводить до продовження асфіксії та смерті. Хоча часто асфіксіофілія є частиною сексу з партнером, інші отримують задоволення від такої поведінки самі по собі (аутоасвіксіофілія), що потенційно ускладнює вихід із небезпечних ситуацій.
У деяких випадках зі смертельними наслідками тіло асфіксіофілів виявляють оголеним або з геніталіями в руках, з порнографічними матеріалами чи секс-іграшками, або з ознаками оргазму перед смертю. Тіла, знайдені на місці випадкової смерті, часто демонструють докази інших парафілічних дій, таких як фетишистське переодягання та мазохізм. У випадках, пов'язаних з підлітками вдома, сім'ї можуть порушити сцену, «очистивши» її, видаливши докази парафілічної діяльності. Це може призвести до того, що смерть буде здаватися навмисним самогубством, а не нещасним випадком.
Переважна більшість відомих еротичних смертей від асфіксії — чоловіки; серед усіх відомих випадків в Онтаріо та Альберті з 1974 по 1987 рік лише 1 зі 117 випадків був у жіночим. Повідомлялося про окремі випадки жінок з еротичною асфіксією. Основний вік нещасних випадків — це середина 20 років, але повідомлялося про випадки смерті підлітків і чоловіків у віці 70 років.
Юристи та страхові компанії звернули увагу клініцистів на випадки, оскільки деякі вимоги зі страхування життя виплачуються у разі випадкової смерті, але не в разі самогубства.

## У художній літературі
Сенсаційна природа еротичної задухи часто стає предметом міських легенд. Вона також згадувалася конкретно в ряді художніх творів.
- У знаменитому романі маркіза де Сада «Жюстина, або Нещастя чесноти» Жюстіна піддається цьому одному з її викрадачів. Вона виживає після зустрічі.
- У новелі «Кишки» в романі Чака Паланіка "Привиди " один із героїв обговорює батьків, які дізнаються про випадкову смерть своїх синів від аутоеротичної асфіксії. Кажуть, що вони приховують смерть до того, як прибуде поліція чи коронери, щоб врятувати родину від ганьби.
- У романі (і пізнішій екранізації) «Східне сонце» смерть внаслідок цього типу сексуального збудження пояснюється, коли це пропонується як можлива причина смерті жертви вбивства.
- У фільмі «Кращий тато в світі» син головного героя-підліток випадково вбиває себе через задуху під час сексуального збудження. Потім головний герой інсценує смерть свого сина як самогубство, що дає йому можливість піднятися до ганьби через літературну містифікацію .
- У фільмі Кен Парк персонаж на ім'я Тейт практикує аутоеротичну асфіксію.
- Аутоеротична асфіксія виникає на холоді в епізоді Six Feet Under, Back to the Garden .
- Кенні з Південного Парку помирає від задухи, одягнений у костюм Бетмена та практикуючи аутоеротичну асфіксію в епізоді " Сексуальне зцілення ".
- У епізоді четвертого сезону Californication під назвою «Мавпячий бізнес» Хенк, Чарлі та Стю знаходять персонажа Зіга Семетауера мертвим у своїй ванній кімнаті після задухи через аутоеротичну асфіксію, на що Хенк жартує: «Я не проти час від часу choke-n'-stroke, але це яскравий приклад того, чому потрібно завжди використовувати систему приятелів».
- Персонаж фільму Підбитий пропонує бути «спотером» для друга, якщо той має намір здійснити аутоеротичну асфіксію.
- Брюс Робертсон, головний герой роману Ірвіна Уелша 1998 року «Бруд», займається практикою. Це також зображено в екранізації 2013 року.
- У шостому епізоді другого сезону серіалу «Кінь БоДжек» постійно обговорюються аутоеротична асфіксія та смерть знаменитостей.
- В епізоді «Останній спокій Клайда Брукмана» телесеріалу «Секретні матеріали» екстрасенс натякає, що спецагент Фокс Малдер помре від аутоеротичної асфіксії.